# Čuga
Čuga (lat. Tsuga), rod vazdazelenog drveća iz por. Pinaceae. Postoji 9 priznatih vrsta rasprostranjenih po Aziji (Japan, Kina, Koreja, i drugdje) i Sjevernoj Americi (Kanada i SAD)
U Hrvatskoj je prisutna samo kanadska čuga

## Vrste
1. Tsuga canadensis (L.) Carrière, kanadska
2. Tsuga caroliniana Engelm., karolinska,
3. Tsuga chinensis (Franch.) E. Pritz., kineska,
4. Tsuga diversifolia (Maxim.) Mast., japanska
5. Tsuga dumosa (D. Don) Eichler, himalajska
6. Tsuga forrestii Downie
7. Tsuga heterophylla (Raf.) Sarg., zapadnoamerička čuga
8. Tsuga × jeffreyi (A.Henry) A.Henry
9. Tsuga mertensiana (Bong.) Carrière, planinska ili crna čuga,
10. Tsuga sieboldii Carrière, Sieboldijeva čuga
11. Tsuga ulleungensis G.P.Holman, Del Tredici, Havill, N.S.Lee & C.S.Campb.

## Vanjske poveznice
|  | Zajednički poslužitelj ima još gradiva o temi Tsuga |
|  | Wikivrste imaju podatke o taksonu Tsuga             |